# Polebridge
Polebridge est une localité américaine du comté de Flathead, dans le Montana. Protégée au sein de la forêt nationale de Flathead, elle est séparée du parc national de Glacier par la North Fork Flathead River.
À proximité se trouve le district historique de Polebridge Ranger Station.